# Серлин, Йосеф
Йосеф Серлин (ивр. יוסף סרלין‎; род. 24 февраля 1906 года, Белосток, Российская империя — 15 января 1974 года, Израиль) — израильский политик, депутат кнессета от фракций Общие сионисты, Либеральная партия и ГАХАЛ; министр транспорта (4) и министр здравоохранения (4, 5).

## Биография
Йосеф Серлин родился 24 февраля 1906 года в городе Белосток, на территории Российской империи, в семье Янкеля Зоруховича Серлина и Песи Лещинской. Окончил еврейскую гимназию в Белостоке. Стал активистом сионистского движения. Затем изучал юриспруденцию в университете Варшавы, получил право заниматься частной адвокатской практикой в 1929 году. Возглавил сионистский профсоюз академиков «Ярдения».
Работал личным секретарём Нахума Соколова в 1930 году. Член Центра «радикальных сионистов» в Польше. В 1933 году репатриировался в Палестину, работал адвокатом в Тель-Авиве. Стал одним из основателей партии Общих сионистов, был членом Сионистского исполнительного комитета и заместителем председателя Всемирной конфедерации Общих сионистов.
После создания государства Израиль в 1948 году вошел в состав Временного государственного совета. В ходе выборов в кнессет 1-го созыва был избран его членом от фракции Общих Сионистов, вошел в состав домашней комиссии кнессета и комиссии по труду.
В 1951 году был избран в кнессет 2-го созыва получил пост заместителя спикера кнессета и места в комиссии комиссии по экономике и финансовой комиссии. В правительстве Давида Бен-Гуриона (4) получил пост министра транспорта (24 декабря 1952 — 29 декабря 1953), однако затем он поменялся министерскими портфелями с Йосефом Сапиром, получив пост министра здравоохранения. Сохранил данный пост и в следующем правительстве Израиля (26 января 1954 — 29 июня 1955 года)
Был переизбран в кнессет 3-го созыва (1955 год), стал членом законодательной комиссии кнессета. В 1959 году Серлин избирается в кнессет 5-го созыва, получает пост заместителя спикера кнессета и должности в законодательной комиссии и комиссии по иностранным делам и безопасности.
После слияния Общих сионистов и Прогрессивной партии в Либеральную партию, избирался в кнессет 5-го созыва от этой новой фракции. Вошел в состав законодательной комиссии и комиссии по иностранным делам и безопасности.
В кнессет 6-го и 7-го созывов избирался от блока «ГАХАЛ». Работал в комиссии по иностранным делам и безопасности.
Скончался 15 января 1974 в Израиле, в возрасте шестидесяти семи лет.